# Blepharita variegata
Blepharita variegata är en fjärilsart som beskrevs av Karl Schawerda 1929. Blepharita variegata ingår i släktet Blepharita och familjen nattflyn. Inga underarter finns listade i Catalogue of Life.